# Crotto
Crotto es una localidad ubicada en el centro de la provincia de Buenos Aires, Argentina, en el partido de Tapalqué.

## Toponimia
Su nombre recuerda a la familia ruralista argentina de origen italiano cuyo más conocido representante en la época fundacional fue José Camilo Crotto.

## Ubicación
Se encuentra a 26 km por camino de tierra al SO de Tapalqué. Limita al norte con Altona, al este con Ariel y Eufemio Uballes, al sur con teniente coronel Miñana y al oeste con Espigas.

## Población
Cuenta con 247 habitantes (Indec, 2010), lo que representa un incremento del 29,3% frente a los 191 habitantes (Indec, 2001) del censo anterior.
| Gráfica de evolución demográfica de Crotto entre 1991 y 2010 |
|                                                              |
| Fuente: Censos nacionales del INDEC                          |